# 喻希立
喻希立（1501年—？），字惟中，河南汝寧府光州光山縣人，民籍，明朝政治人物。

## 生平
河南鄉試第十五名。嘉靖二十年，登進士第三甲第一百五十四名。歷官直隸常熟縣、山東黃縣知縣。

## 家族
曾祖喻旭；祖父喻明，歲貢生；父喻端本，曾任知縣。母甘氏；繼母張氏。永感下。弟喻希學（知縣）、喻希純（贡士）。